# Membrana post-sinaptica
La membrana post-sinaptica o bottone post-sinaptico è la parte iniziale del neurite, posizionata in maniera immediatamente successiva rispetto alla sinapsi, ossia alla struttura che rappresenta la via di comunicazione fra due cellule nervose contigue.

## Struttura e funzione
La membrana post-sinaptica rappresenta il punto di arrivo di un impulso di natura elettrica o chimica prodotto da una membrana pre-sinaptica. Si tratta quindi della componente di un neurite preposta alla captazione di un segnale in virtù del quale il neurite stesso genererà una risposta. Nelle sinapsi elettriche questa struttura capta direttamente un segnale di tipo elettrico per poi trasmetterlo al resto del neurite; nelle sinapsi chimiche, invece, viene captato un segnale di natura chimica che verrà quindi convertito in un impulso elettrico da trasmettere alle altre componenti del neurite.